# آفونسوی چهارم
آفونسو چهارم (به پرتغالی: Afonso IV de Portugal) که با لقب شجاع هم شناخته می‌شود، هفتمین پادشاه پرتغال (۱۳۲۵ – ۱۳۵۷) از دودمان بورگوندی بود.